# Echolokace
Echolokace je postup, kdy se vysílaný zvuk od předmětu odrazí zpět do místa vysílání, kde je zachycen. Z celkového času, který uplyne od okamžiku vyslání zvukové vlny (obvykle vysokofrekvenčního zvuku) do okamžiku příjmu odražené vlny (ozvěny neboli echa), je možné spočítat vzdálenost alokovaného předmětu. Tento princip využívají některé specializované elektronické přístroje, například sonary. Princip echolokace je využíván k měření hloubky moře.
Echolokaci využívají také savci, a to nejvíce kytovci (Cetaceae) a letouni (Chiroptera). Echolokace byla spolehlivě dokázána nejdříve u netopýrů. Prokázal ji Sven Dijkgraaf roku 1947. (Poznatky, že se netopýři dokáží orientovat i bez zraku, jsou staršího data.) U kytovců prokázali echolokaci v roce 1953 W. Schevill a B. Lawrenceová. Kytovci i letouni užívají svůj biologický tělesný sonar k vyhledávání potravy, komunikaci s okolím a orientaci v prostoru (detekci překážek aj.).

## Echolokace u kytovců
Až na čeleď delfínovcovití (jejíž zástupci žijí většinou v kalných vodách) mají kytovci dobrý zrak. Orientace na větší vzdálenosti nebo na krátké v noci, při špatných světelných podmínkách nebo ve velkých hloubkách (až 2000 m, nedostatek světla) se však u kytovců z podřádu ozubení (Odontoceti) uskutečňuje vždy pomocí echolokace. Sonar se pro ozubené kytovce stává nejdůležitějším prostředkem orientace.

### Druhy signálů
Kytovci jsou schopni vydávat, podle druhu, akustické signály v rozsahu od 250 Hz do 280 kHz. Nejlépe je prozkoumán podřád ozubení, jehož členové vydávají zvuky:
- od 250 Hz do 20 kHz – mručení, kvákaní, štěkání – slouží k dorozumívání mezi jednotlivci, ale mají asi emociální charakter,
- od 4 kHz do 20 kHz – hvízdání – slouží také k dorozumívání mezi jednotlivci na nepříliš velkou vzdálenost,
- od 10 kHz do 280 kHz – cvakání – slouží právě k echolokaci.

Echologické signály, tzv. cvakání (z angl. clicks), jsou série krátkých impulsů, z nichž každý trvá průměrně dvě tisíciny sekundy, někdy i jen jednu desetitisícinu sekundy. Například delfín skákavý dokáže vyslat za sekundu až 800 cvaknutí. Kytovci mohou podle potřeby frekvenci impulsů měnit: k lokalizaci blízkých předmětů užívají vyšší frekvence, k lokalizaci vzdálenějších nižší frekvence. Čím je identifikovaný objekt více vzdálen, tím později přijde odezva a vysílaný a přijímaný signál se nesmí rušit. Pokud je například delfín od kořisti vzdálen několik desítek metrů, vysílá jen 15 až 20 sérií impulsů za sekundu; když už kořist uchvacuje, dosahuje počet sérií 190 až 200 za sekundu.

### Šíření signálů
Ve vzduchu se zvuk šíří rychlostí cca 330 m/s, ve vodě rychlostí asi 1440 m/s, tedy skoro čtyřnásobně rychleji. Vyšle-li kytovec jedinou sérii zvukových impulsů za sekundu, „dohlédne“ jimi do vzdálenosti přibližně 720 metrů (doba šíření signálu tam i zpět). Zvuky s vyšší frekvencí se ve vodě šíří do kratších vzdáleností než zvuky s nižší frekvencí, které se dokáží šířit do vzdálenosti desítek až stovek kilometrů.
Čím je vysílací frekvence nižší, tím je vlnová délka větší. Má-li se zvuková vlna od nějakého objektu odrazit, musí být její vlnová délka menší než tento objekt. Ve vodě se dále šíří zvuk čtyřikrát rychleji než na souši čili i vlnová délka určité frekvence je ve vodě čtyřikrát delší. Pro zajímavost: vlnová délka ve vodě je při frekvenci 20 Hz asi 75 m, při frekvenci 1 kHz asi 1,5 m, při frekvenci 10 kHz asi 150 mm, při frekvenci 100 kHz asi 15 mm a při frekvenci 280 kHz asi 4,5 mm.
Výsledek echolokace u kytovců hodně závisí na sledovaném objektu. Schopnost odrážet vlny je tím větší, čím je větší rozdíl v akustické odrazivostí dvou povrchů. Ve vodě je živočišné tělo svou akustickou vodivostí blízké vodě, takže kytovci tělo „vidí“ jen slabě a mohou „vidět“ vlastně i skrz ně, co je za ním. Významně „viditelným“ objektem je však plynový měchýř ryb. Je akusticky nejzřetelnější, protože jeho obal tvoří rozhraní mezi dvěma různorodými látkami – vodou a vzduchem. Stejně tak vzduchem naplněné plíce ostatních kytovců jsou akustickým sonarem dobře viditelné.

### Zdroj signálů
Kytovci vydávají zvuky dvěma rozdílnými způsoby, jednak rozechvíváním vzduchu v hrtanu (nižší frekvence) anebo ve složitém systému váčků, které se vychlipují z nosní trubice (vyšší frekvence). V obou případech bez otevření dýchacích otvorů a vypouštění vzduchu, takže mohou vydávat zvuky i pod vodou.

### Přijímání signálů
Určení směru, ve kterém se zjištěný objekt nachází, určují z časového posunu odražených vln po návratu ke dvěma samostatným přijímačům, pravému a levému sluchovému orgánu. Zesílení tohoto efektu je docíleno asymetrii lebky kytovců a asymetrickým uložením sluchových orgánů. Zjistilo se, že kytovci dokáží lokalizovat předmět s přesností 1 stupně až 1,5 stupně.
Uši kytovců nemají boltce a ušní otvory jsou i u těch největších široké cca 10 mm a u menších druhů jen 1 až 2 mm. Zjistilo se však, že kytovci přijímají zvuk jinak než ostatní savci. Zvuk je jim do vnitřního ucha veden kůží, tukovými, svalovými a kostními tkáněmi.
U ozubených kytovců dále hraje důležitou roli spodní čelist, která je po celé délce prostoupena dutinou vyplněnou olejovitou látkou, která tvoří souvislou tukovou vložku. Ta vytváří vlnovod, kterým jsou vedeny přijaté zvukové vlny. Obdobná tuková vložka byla objevena i v lebce poblíž vnitřního ucha.

### Ultrasonický reflektor
U ozubených kytovců se vyskytuje další orgán, nazývaný ultrasonický reflektor. Pro tyto kytovce je typické, že před čelními kostmi je uloženo velké tukové těleso, které vytváří na jejích hlavě typickou sférickou vypouklinu, které se odborně říká „meloun“ a která rychle mění tvar. Meloun funguje jako akustická čočka, která usměrňuje a zesiluje vysílané i přijímané zvukové vlny do úzkého svazku. Rychlé změny tvaru melounu jsou dány posunem akustického ohniska čočky sonaru při zaostřování.